# Iglesia de San Miguel (Montblanch)
La iglesia de San Miguel de Montblanch es una de las más antiguas de la villa de Montblanch. Se celebraron Cortes catalanas en los años 1307 y 1370. Aparece documentada por primera vez en 1288, pero del primitivo edificio solo queda el frontispicio, ya que con la prosperidad económica del siglo XIV se sustituyó la antigua nave por otra de estilo gótico.
La fachada románica tiene una portada de arco de medio punto, formada por grandes dovelas, con tres arquivoltas en degradación y con una sencilla moldura exterior. En la fachada todavía se conservan los agujeros donde se añadía las vigas de madera de un antiguo porche. 
La nave es de salón, sin ábside, con cinco arcos diafragmáticos ojivales. Tiene unas dimensiones de 10,1 m de ancho por 32,2 de largo y 10,9 de altura. La cubierta, del siglo XIV, es de madera policromada de gran valor artístico donde dominan los tonos oscuros y vivos colores (negro, rojo, amarillo y verde) con motivos geométricos, de tradición románica (sirena, monstruos, dientes de sierra) y góticos (escudos y animales).
Las capillas laterales son posteriores, del gótico más sencillo. En la sagrera de San Miguel estaba el cementerio de la villa con los montblanquenses muertos desde finales de la Edad Media hasta el año 1845, fecha en que se traslada al actual cementerio municipal.

## Biografía
- Badia i Batalla, Francesc. Guia turística de Montblanc. 2ª ed. Montblanc: Impremta Requesens, 1995.
- Porta i Balanyà, Josep Maria. Montblanc. Valls: Cossetània edicions, 2000.

- Datos: Q9007212
- Multimedia: Sant Miquel de Montblanc / Q9007212